# Рой, Брэндон
Брэ́ндон Дуэ́йн Ро́й (англ. Brandon Dawayne Roy; родился 23 июля 1984 года в Сиэтле, штат Вашингтон, США) — американский профессиональный баскетболист, выступавший за команду Национальной баскетбольной ассоциации «Портленд Трэйл Блэйзерс». Был выбран под общим шестым номером на драфте НБА 2006 года клубом «Миннесота Тимбервулвз». Перед началом сезона 2011/2012 объявил о завершении карьеры из-за травм. Через год решил возобновить карьеру, подписав контракт с «Миннесотой».

## Карьера в НБА
Выступая за школу «Гарфилд», Рой стал одним из лучших игроков и был претендентом на высокий номер драфта НБА 2002 года, но не стал выставлять свою кандидатуру, а поступил в Вашингтонский университет. После четырёх лет учёбы и выступления за «Вашингтон Хаскис» был выбран «Миннесотой» под шестым номером на драфте 2006 года, после чего сразу обменян в «Портленд Трэйл Блэйзерс» на защитника Рэнди Фоя.
Дебют Роя в НБА состоялся в его родном городе в матче против «Сиэтл Суперсоникс», в котором он набрал 20 очков. Набирая в сезоне по 16,8 очка, 4,4 подбора и 4 передач в среднем за игру, Рой был признан лучшим новичком года и вошёл в символическую сборную новичков НБА, несмотря на то, что провёл лишь 57 матчей.
Рой начинал в стартовой пятёрке первые 48 игр сезона 2007-08 года, набирая в среднем 19,1 очков, 5,8 передачи и 4,6 подбора. Он также привёл Портленд к серии побед из 13 игр в декабре. Рой впервые был приглашён на Матч всех звёзд НБА 2008 года в качестве запасного игрока и, набрав 18 очков, вместе с Крисом Полом и Амаре Стадемайром стал самым результативным игроком сборной Запада. Брэндон вместе с одноклубником Ламаркусом Олдриджом также принял участие в матче новичков против второгодок на стороне второгодок. «Портленд» закончил сезон с показателем побед-поражений 41-41, что оказалось не достаточно для попадания в плей-офф.
В сезоне 2008/2009 ведомый Роем «Портленд» выиграл 54 встречи регулярного чемпионата. Рой был приглашён на Матч всех звёзд НБА 2009 года в качестве запасного игрока и, набрав 14 очков, вместе с Крисом Полом, Пау Газолем, Шакилом О’Нилом и Тони Паркером стал 3-м результативным игроком сборной Запада. В плей-офф Портленд уступил «Хьюстон Рокетс» в первом раунде со счетом 2-4. По итогам Рой вошёл в символическую сборную звёзд НБА.
В следующем сезоне Рой был снова приглашён на Матч всех звёзд НБА в качестве запасного игрока, однако Брэндон не принял участие в матче из-за травмы полученной в последней игре перед звёздным уик-эндом, его заменил Крис Каман. Очередная артроскопическая операция на правом колене в мае 2010 года поставила крест на участии Роя в плей-офф 2010. Но на зло прогнозам защитник вернулся уже через восемь дней, помог «Портленду» победить «Финикс Санз» в четвёртом матче серии, вот только выйти в следующий раунд все равно не удалось. По итогам сезона был включен в сборную звёзд НБА.
Рой перенёс операцию на коленях в 17 января 2011 года, пропустив звёздный уик-энд, в результате чего закончил сезон 2010/2011 с катастрофически низкими для себя показателями — 12,2 очка в 47 играх. В первом раунде плей-офф НБА 2011 года Блейзерс столкнулись с «Даллас Маверикс». Проигрывая в серии 0-2, в 3 игре Рой набрав 16 очков за 23 минуты выйдя со скамейки помог одержать победу Портленду со счетом 97-92. В 4-й игре серии Даллас вел со счетом 67-44. В четвёртой четверти, Рой набрал 18 очков, включая победный мяч забитый за 49 секунд до конца встречи и Портленд одержал невероятную победу 84-82 сравняв счет в серии. Однако Блейзерс уступили будущему чемпиону «Даллас Маверикс» в оставшихся двух играх, но это дало надежду, что Рой будет играть снова в следующем сезоне.
Перед началом сезона 2011/2012 Брэндон Рой в возрасте 27 лет объявил о завершении спортивной карьеры из-за проблем с коленями. «Портленд» официально амнистировал контракт защитника.

Чувствую, что мое тело предало меня, и я не могу больше соответствовать тому уровню игры, который считаю для себя приемлемым. С сожалением вынужден сообщить, что я завершаю карьеру.
— Брэндон Рой, защитник «Портленда», лето 2011 года.
Брэндон Рой не будет играть за «Миннесоту» в следующем сезоне
Защитник Брэндон Рой не будет играть за «Миннесоту» в сезоне-2013/14, сообщает Pioneer Press со ссылкой на генерального менеджера клуба Дэвида Кана.
Прошлым летом защитник вернулся в НБА, подписав двухлетний контракт с «Тимбервулвс», однако сыграл всего в пяти матчах, после чего получил травму колена и перенёс операцию. 5,3 миллиона долларов, которые полагаются Рою за второй год соглашения, являются негарантированными.
Кан не исключает, что «Миннесота» в межсезонье попытается использовать негарантированный контракт Роя для усиления состава.

## Семья
У Роя два ребёнка от Тианы Бордуэлл: Брэндон-младший, который родился в марте 2007 года, и Марайя Лейлэни, родившаяся в январе 2009.

## Статистика

### Статистика в НБА
| Сезон                                                                                    | Команда   | Регулярный сезон | Регулярный сезон | Регулярный сезон | Регулярный сезон | Регулярный сезон | Регулярный сезон | Регулярный сезон | Регулярный сезон | Регулярный сезон | Регулярный сезон | Регулярный сезон | Серия плей-офф | Серия плей-офф | Серия плей-офф | Серия плей-офф | Серия плей-офф | Серия плей-офф | Серия плей-офф | Серия плей-офф | Серия плей-офф | Серия плей-офф | Серия плей-офф |
| Сезон                                                                                    | Команда   | GP               | GS               | MPG              | FG%              | 3P%              | FT%              | RPG              | APG              | SPG              | BPG              | PPG              | GP             | GS             | MPG            | FG%            | 3P%            | FT%            | RPG            | APG            | SPG            | BPG            | PPG            |
| ---------------------------------------------------------------------------------------- | --------- | ---------------- | ---------------- | ---------------- | ---------------- | ---------------- | ---------------- | ---------------- | ---------------- | ---------------- | ---------------- | ---------------- | -------------- | -------------- | -------------- | -------------- | -------------- | -------------- | -------------- | -------------- | -------------- | -------------- | -------------- |
| 2006/07                                                                                  | Портленд  | 57               | 55               | 35,3             | 45,6             | 37,7             | 83,8             | 4,4              | 4,0              | 1,2              | 0,2              | 16,8             | Не участвовал  | Не участвовал  | Не участвовал  | Не участвовал  | Не участвовал  | Не участвовал  | Не участвовал  | Не участвовал  | Не участвовал  | Не участвовал  | Не участвовал  |
| 2007/08                                                                                  | Портленд  | 74               | 74               | 37,7             | 45,4             | 34,0             | 75,3             | 4,7              | 5,8              | 1,1              | 0,2              | 19,1             | Не участвовал  | Не участвовал  | Не участвовал  | Не участвовал  | Не участвовал  | Не участвовал  | Не участвовал  | Не участвовал  | Не участвовал  | Не участвовал  | Не участвовал  |
| 2008/09                                                                                  | Портленд  | 78               | 78               | 37,2             | 48,0             | 37,7             | 82,4             | 4,7              | 5,1              | 1,1              | 0,3              | 22,6             | 6              | 6              | 39,7           | 45,9           | 47,1           | 87,0           | 4,8            | 2,8            | 1,3            | 1,2            | 26,7           |
| 2009/10                                                                                  | Портленд  | 65               | 65               | 37,2             | 47,3             | 33,0             | 78,0             | 4,4              | 4,7              | 0,9              | 0,2              | 21,5             | 3              | 1              | 27,6           | 30,3           | 16,7           | 77,8           | 2,3            | 1,7            | 0,0            | 0,0            | 9,7            |
| 2010/11                                                                                  | Портленд  | 47               | 23               | 27,9             | 40,0             | 33,3             | 84,8             | 2,6              | 2,7              | 0,8              | 0,3              | 12,2             | 6              | 0              | 23,0           | 50,0           | 28,6           | 61,5           | 2,2            | 2,8            | 0,2            | 0,0            | 9,3            |
| 2012/13                                                                                  | Миннесота | 5                | 5                | 24,4             | 31,4             | 0,0              | 70,0             | 2,8              | 4,6              | 0,6              | 0,0              | 5,8              | Не участвовал  | Не участвовал  | Не участвовал  | Не участвовал  | Не участвовал  | Не участвовал  | Не участвовал  | Не участвовал  | Не участвовал  | Не участвовал  | Не участвовал  |
|                                                                                          | Всего     | 326              | 300              | 35,5             | 45,9             | 34,8             | 80,0             | 4,3              | 4,7              | 1,0              | 0,2              | 18,8             | 15             | 7              | 30,6           | 44,2           | 32,6           | 80,9           | 3,3            | 2,6            | 0,6            | 0,5            | 16,3           |
| Наведите курсор мыши на аббревиатуры в заголовке таблицы, чтобы прочесть их расшифровку. |           |                  |                  |                  |                  |                  |                  |                  |                  |                  |                  |                  |                |                |                |                |                |                |                |                |                |                |                |